# HD 91889
HD 91889，又名BD-11 2918，SAO 156095、HR 4158，是一颗恒星，视星等为5.7，位于銀經258.78，銀緯38.82，其B1900.0坐标为赤經10h 31m 33.6s，赤緯-11° 38.82′ 36″。